# Römisch-katholische Kirche in der Slowakei

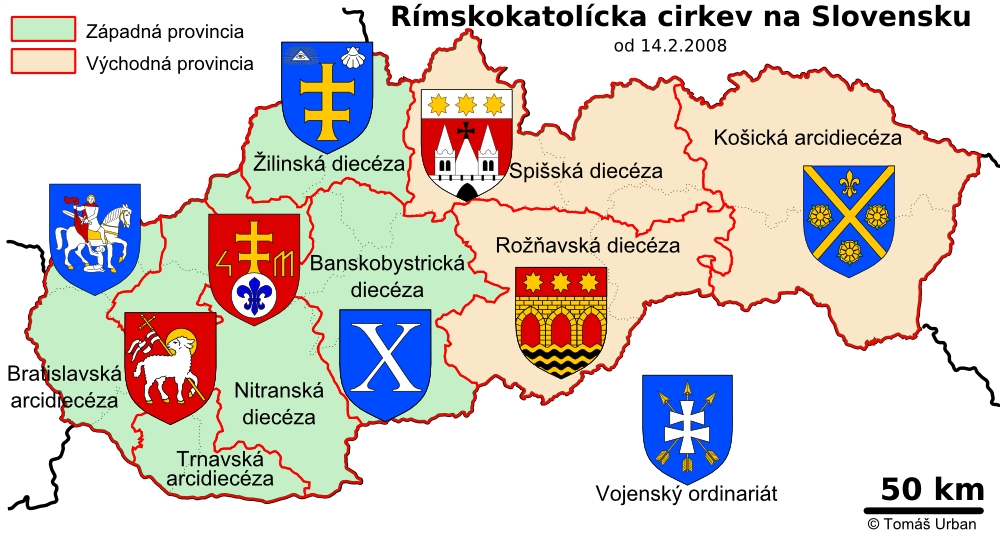
Bistümer der römisch-katholischen Kirche in der Slowakei
Westliche Kirchenprovinz
Östliche Kirchenprovinz

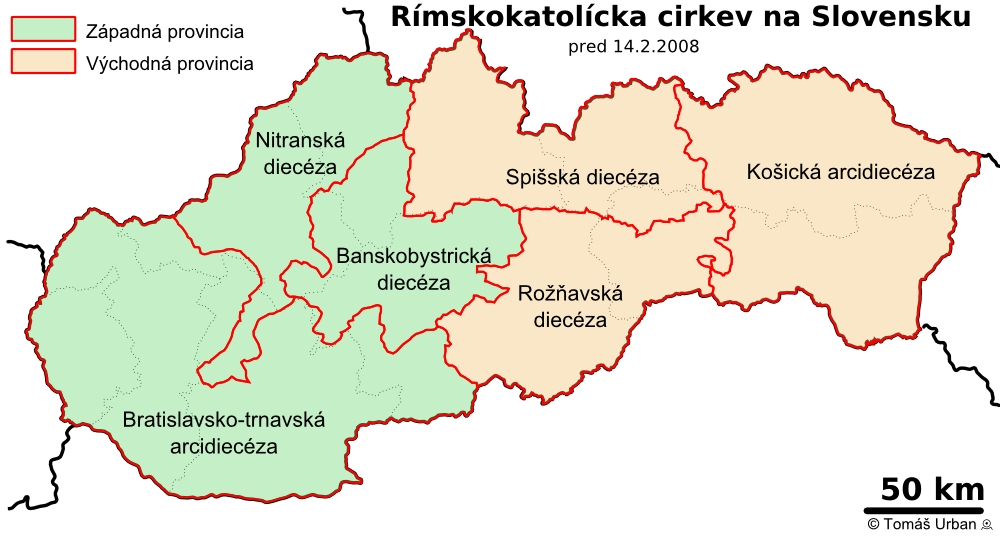
Bistumsgrenzen bis 2008

Die römisch-katholische Kirche in der Slowakei ist Teil der weltweiten römisch-katholischen Kirche und wird vom Papst und den slowakischen Bischöfen geleitet. Etwa 68 Prozent der Slowaken bekennen sich zur römisch-katholischen Kirche, sie ist damit die größte Religionsgemeinschaft der Slowakei. Zudem existiert eine mit der römisch-katholischen Kirche unierte griechisch-katholische Kirche in der Slowakei mit einem Bevölkerungsanteil von etwa 6 Prozent. Als kirchlicher Nationalfeiertag der Slowakei werden die Sieben Schmerzen Mariens am 15. September verehrt (gesetzlicher Feiertag).
Der slowakische Staat zahlt die Gehälter der Geistlichen.
Der Heilige Stuhl wird in der Slowakei durch einen Apostolischen Nuntius vertreten. Seit Juli 2022 ist dies Erzbischof Nicola Girasoli.

## Diözesen

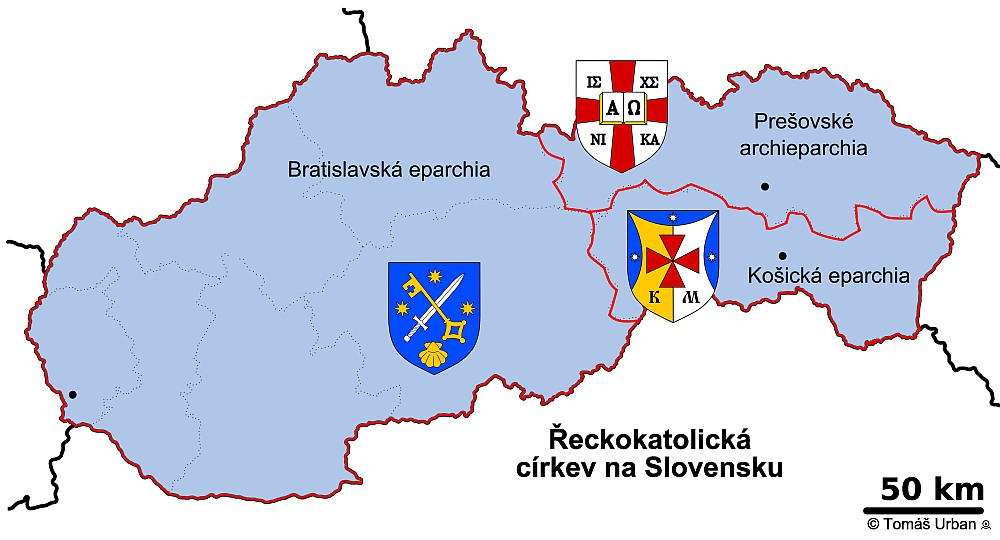
Eparchien der Griechisch-katholische Kirche in der Slowakei

Lateinische Kirche
In der Slowakei gibt es 8 Diözesen, die zu zwei Kirchenprovinzen zusammengefasst sind. Außerdem besteht ein slowakisches Militärordinariat.
| Diözese                | Gründung   | Kathedrale                               |
| ---------------------- | ---------- | ---------------------------------------- |
| Erzbistum Bratislava   | 2008       | Martinsdom                               |
| Erzbistum Trnava       | 1977       | Kathedrale des Hl. Johannes des Täufers  |
| Bistum Nitra           | 880 / 1110 | Kathedrale des heiligen Emmeram          |
| Bistum Žilina          | 2008       | Kathedrale der Heiligsten Dreifaltigkeit |
| Bistum Banská Bystrica | 1776       | Kathedrale des Hl. Franz Xaver           |
| Erzbistum Košice       | 1804       | Dom der Heiligen Elisabeth               |
| Bistum Spiš            | 1776       | Kathedrale des Hl. Martin                |
| Bistum Rožňava         | 1776       | Kathedrale Mariä Himmelfahrt             |

Griechisch-katholische Kirche in der Slowakei
| Diözese             | Gründung | Kathedrale                    |
| ------------------- | -------- | ----------------------------- |
| Erzeparchie Prešov  | 1818     | Johannes der Täufer zu Prešov |
| Eparchie Bratislava | 2008     | Kreuzerhöhungskirche          |
| Eparchie Košice     | 1997     | Geburt der Mutter Gottes      |